# Anyama
Anyama ist ein Vorort und Stadtteil von Abidjan in der Elfenbeinküste. Der Ort befindet sich 5 Kilometer nördlich des Stadtteils Bingerville und 15 Kilometer nordöstlich vom Stadtzentrum Abidjans am Westufer des Binnensees Lagune Aguien. Der Ort ist als Fischerort und Ausflugsziel der Hauptstädter bedeutsam. In Anyama gibt es einen Fußballclub namens Rio Sport d'Anyama.
Die Einwohnerzahl laut Zensus 2014 beträgt 148.962.
Im Zuge der Regierungskrise 2010/2011 wurden am 29. März 2011 schwere Gefechte in Anyama gemeldet.
Bereits in den 1980ern wurden hier archäologisch interessante Steinwerkzeuge des Homo sapiens gefunden. Erst 2025 gelang mit modernen Methoden die Datierung auf knapp 150.000 Jahre Alter. Damit wird nun die Besiedlung von tropischem Regenwald durch den Menschen weltweit viel früher gesehen als bisher angenommen.

## Söhne und Töchter
- Pierre-Marie Coty (1927–2020), römisch-katholischer Bischof von Daloa
- Gervinho (* 1987), Fußballspieler